# Coniocompsa smithersi
Coniocompsa smithersi is een insect uit de familie van de dwerggaasvliegen (Coniopterygidae), die tot de orde netvleugeligen (Neuroptera) behoort. 
De wetenschappelijke naam Coniocompsa smithersi is voor het eerst geldig gepubliceerd door Meinander in 1972.